# Пети слон
Пети слон (енгл. The Fifth Elephant), 24. роман из серије од Дисксвету британског књижевника Тери Прачета. Ово је пети наставак приче о Сему Вајмсу, заповеднику Градске страже Анк Морпорка 

## Радња
Наслов романа је алузија на фиктивну митолошку причу која објашњава постојање богатих патуљачких рудника гвожђа, злата и масти на Дисксвету (који је равна плоча која лежи на леђима четири слона који стоје на још већој корњачи) тиме што је у давна времена још један, пети слон пао на површину Дисксвета са неба. Слонове кости биле су од гвожђа, а живци од злата, и од њих су настале подземне руде. Семјуел Вајмс, заповедник Градске страже Анк Морпорка, највеће метрополе на Дисксвету, путује у дипломатску мисију у Убервалд, земљу на северу којом на површини владају феудалне породице вампира и вукодлака, а под земљом патуљачки кланови, уједињени под влашћу подземног краља.